# FC VVV in het seizoen 1967/68
Dit artikel geeft een overzicht van FC VVV in het seizoen 1967/1968.

## Transfers

### Aangetrokken spelers
| Naam             | Nationaliteit | Vorige club              |
| ---------------- | ------------- | ------------------------ |
| Zomer            |               |                          |
| Ton van Elst     | Nederland     | Wittenhorst              |
| Loek Huibers     | Nederland     | Venlosche Boys           |
| Huub Keijbets    | Nederland     | Fortuna '54              |
| Heinz Lowin      | Duitsland     | Borussia Mönchengladbach |
| Wiel Rouleaux    | Nederland     | Venlosche Boys           |
| Leon Segers      | Nederland     | RFC Roermond             |
| Karel Zwiggelaar | Nederland     | Eigen jeugd              |

### Vertrokken spelers
| Naam                 | Nationaliteit | Nieuwe club                |
| -------------------- | ------------- | -------------------------- |
| Zomer                |               |                            |
| Wolfgang Anderheggen | Duitsland     | Bayer Dormagen             |
| Harry Crompvoets     | Nederland     | Venlosche Boys             |
| Jan Klaassens        | Nederland     | gestopt, trainer SV Leunen |
| Ton Korsten          | Nederland     | VV Helden                  |
| Boy Nijholt          | Nederland     | Venlosche Boys             |
| Hans Sleven          | Nederland     | RFC Roermond               |
| Bob Vousden          | Engeland      | RKSV Venlo                 |

## Oefenwedstrijden
| № | Datum            | Thuis             | Uit      | Uitslag |
| - | ---------------- | ----------------- | -------- | ------- |
| 1 | 27 juli 1967     | RFC Roermond      | FC VVV   | 0 – 1   |
| 2 | 29 juli 1967     | FC VVV            | PSV      | 0 – 6   |
| 3 | 3 augustus 1967  | SV Blerick        | FC VVV   | 0 – 3   |
| 4 | 6 augustus 1967  | FC VVV            | MVV      | 1 – 1   |
| 5 | 8 augustus 1967  | FC VVV            | Roda JC  | 3 – 2   |
| 6 | 23 augustus 1967 | TSV Kaldenkirchen | FC VVV   | 1 – 5   |
| 7 | 15 oktober 1967  | FC VVV            | FC VVV B | 4 – 2   |

## Eerste divisie
| №                                  | Datum             | Thuis           | Uit             | Uitslag    |
| ---------------------------------- | ----------------- | --------------- | --------------- | ---------- |
| 1                                  | 13 augustus 1967  | DFC             | FC VVV          | 4 – 2      |
| 2                                  | 20 augustus 1967  | FC VVV          | HVC             | 1 – 5      |
| 3                                  | 27 augustus 1967  | FC VVV          | Blauw Wit       | 1 – 1      |
| 4                                  | 3 september 1967  | FC VVV          | SC Cambuur      | 2 – 3      |
| 5                                  | 10 september 1967 | SVV             | FC VVV          | 4 – 1      |
| 6                                  | 17 september 1967 | FC VVV          | FC Den Bosch    | 0 – 2      |
| 7                                  | 24 september 1967 | Heracles        | FC VVV          | 3 – 0      |
| 8                                  | 1 oktober 1967    | FC VVV          | RCH             | 1 – 3      |
| 9                                  | 8 oktober 1967    | Eindhoven       | FC VVV          | 3 – 2      |
| 10                                 | 22 oktober 1967   | FC VVV          | Holland Sport   | 0 – 0      |
| 11                                 | 29 oktober 1967   | Vitesse         | FC VVV          | 2 – 0      |
| 12                                 | 5 november 1967   | FC VVV          | De Volewijckers | 4 – 2      |
| 13                                 | 12 november 1967  | RBC             | FC VVV          | 1 – 0      |
| 14                                 | 19 november 1967  | FC VVV          | Willem II       | 0 – 2      |
| 15                                 | 26 november 1967  | AZ '67          | FC VVV          | 7 – 0      |
| 16                                 | 3 december 1967   | FC VVV          | Haarlem         | 1 – 0      |
| 17                                 | 17 december 1967  | Elinkwijk       | FC VVV          | 2 – 0      |
| 18                                 | 24 december 1967  | FC VVV          | Velox           | 3 – 1      |
| 19                                 | 7 januari 1968    | FC VVV          | DFC             | 2 – 1      |
| 20                                 | 4 februari 1968   | SC Cambuur      | FC VVV          | 1 – 0      |
| 21                                 | 11 februari 1968  | FC VVV          | SVV             | 0 – 0      |
| 22                                 | 18 februari 1968  | FC Den Bosch    | FC VVV          | 3 – 0      |
| 23                                 | 3 maart 1968      | FC VVV          | Heracles        | 7 – 1      |
| 24                                 | 9 maart 1968      | Blauw Wit       | FC VVV          | 1 – 1      |
| 25                                 | 17 maart 1968     | RCH             | FC VVV          | 1 – 0      |
| 26                                 | 31 maart 1968     | FC VVV          | Eindhoven       | 2 – 2      |
| 27                                 | 7 april 1968      | HVC             | FC VVV          | 3 – 1      |
| 28                                 | 21 april 1968     | Holland Sport   | FC VVV          | 6 – 1      |
| 29                                 | 5 mei 1968        | FC VVV          | Vitesse         | 4 – 2      |
| 30                                 | 12 mei 1968       | De Volewijckers | FC VVV          | 3 – 0      |
| 31                                 | 19 mei 1968       | FC VVV          | RBC             | 2 – 0      |
| 32                                 | 23 mei 1968       | Velox           | FC VVV          | 0 – 3      |
| 33                                 | 26 mei 1968       | Willem II       | FC VVV          | 4 – 0      |
| 34                                 | 3 juni 1968       | FC VVV          | AZ '67          | 1 – 3      |
| 35                                 | 9 juni 1968       | Haarlem         | FC VVV          | 3 – 2      |
| 36                                 | 16 juni 1968      | FC VVV          | Elinkwijk       | 3 – 2      |
| Beslissingswedstrijd om degradatie |                   |                 |                 |            |
| 1                                  | 23 juni 1968      | RCH             | FC VVV          | 3 – 3 n.v. |
| 2                                  | 26 juni 1968      | RCH             | FC VVV          | 4 – 3 n.v. |

1. ↑  Overgespeeld (wedstrijd op 21 januari 1968 gestaakt vanwege mist).
2. ↑  Gespeeld in Amersfoort, terrein HVC
3. ↑  Gespeeld in Arnhem, terrein Vitesse (replay)

## KNVB Beker
Groepsfase, groep 13:
| Zaterdag 30 december 1967, 14:30                                                                               | FC VVV   | 1-0 (1-0) | Eindhoven | Opstelling FC VVV                                                                                                   | Opstelling Eindhoven                                                                                           |  |
| Stadion: Stadion De Kraal, Venlo Toeschouwers: 1.500 Arbiter: Bentvelzen                                       | Derix 9' |           |           | Schroemges , Orval, Pepels, Vercoulen, Deenen, Raats, Huibers, Horsels 60' ( Zwiggelaar), Derix, Van Elst, Burhenne | Bekkering, Van Dorst, Bloemers, Methorst, Van Kessel, Bottram , Soers, Leusink, Van Diessen, Brouns, Verhoeven |  |
| Stadion: Stadion De Kraal, Venlo Toeschouwers: 1.500 Arbiter: Bentvelzen                                       |          |           |           | Schroemges , Orval, Pepels, Vercoulen, Deenen, Raats, Huibers, Horsels 60' ( Zwiggelaar), Derix, Van Elst, Burhenne | Bekkering, Van Dorst, Bloemers, Methorst, Van Kessel, Bottram , Soers, Leusink, Van Diessen, Brouns, Verhoeven |  |
| Stadion: Stadion De Kraal, Venlo Toeschouwers: 1.500 Arbiter: Bentvelzen                                       |          |           |           | Schroemges , Orval, Pepels, Vercoulen, Deenen, Raats, Huibers, Horsels 60' ( Zwiggelaar), Derix, Van Elst, Burhenne | Bekkering, Van Dorst, Bloemers, Methorst, Van Kessel, Bottram , Soers, Leusink, Van Diessen, Brouns, Verhoeven |  |
| Bijz.: Wedstrijd tijdelijk gestaakt nadat vanuit het publiek rookbommen en vuurwerk op het veld werd geworpen. |          |           |           | | |  |

Groepsfase, groep 13:
| Zaterdag 24 februari 1968, 15:00                                                            | FC VVV | 0-0 (0-0) | Helmond Sport | Opstelling FC VVV | Opstelling Helmond Sport |  |
| Stadion: Stadion De Kraal, Venlo Toeschouwers: 300 Arbiter: Pijper                          |        |           |               | Swinkels 46' ( Schroemges), Orval, Horsels, Vercoulen, Deenen, Raats, Van 't Hek ' ( Zwiggelaar), Huibers, Verbong, Derix, Burhenne | Hendriks, Van Duijnhoven, Van den Boogaard, Daelmans, Voorjans, Van Melis, Van den Berk, Van Wissen, Van Veghel, Kreekels, Van Berlo |  |
| Stadion: Stadion De Kraal, Venlo Toeschouwers: 300 Arbiter: Pijper                          |        |           |               | Swinkels 46' ( Schroemges), Orval, Horsels, Vercoulen, Deenen, Raats, Van 't Hek ' ( Zwiggelaar), Huibers, Verbong, Derix, Burhenne | Hendriks, Van Duijnhoven, Van den Boogaard, Daelmans, Voorjans, Van Melis, Van den Berk, Van Wissen, Van Veghel, Kreekels, Van Berlo |  |
| Stadion: Stadion De Kraal, Venlo Toeschouwers: 300 Arbiter: Pijper                          |        |           |               | Swinkels 46' ( Schroemges), Orval, Horsels, Vercoulen, Deenen, Raats, Van 't Hek ' ( Zwiggelaar), Huibers, Verbong, Derix, Burhenne | Hendriks, Van Duijnhoven, Van den Boogaard, Daelmans, Voorjans, Van Melis, Van den Berk, Van Wissen, Van Veghel, Kreekels, Van Berlo |  |
| Bijz.: Voorafgaand aan de wedstrijd huldiging Swinkels i.v.m. zijn 500e wedstrijd voor VVV. |        |           |               | | |  |

Groepsfase, groep 13:
| Zondag 24 maart 1968, 14:30                                                                                   | PSV                                                                        | 4-0 (3-0) | FC VVV | Opstelling PSV | Opstelling FC VVV                                                                                                 |  |
| Stadion: Philips Stadion, Eindhoven Toeschouwers: 3.200 Arbiter: Roomer                                       | Van der Kuijlen 5' Van Stippent 37' Schmidt Hansen 38' Van der Kuijlen 59' |           |        | Heijink, Schalks, Schrijvers 46' ( De Wit), Soetekouw, Van den Dungen, Van Stippent, Senders, Strik, Schmidt Hansen, Van der Kuijlen, Blatter | Swinkels , Van 't Hek, Vercoulen, Lowin, Deenen, Raats, Zwiggelaar 46' ( Burhenne), Derix, Orval, Horsels, Segers |  |
| Stadion: Philips Stadion, Eindhoven Toeschouwers: 3.200 Arbiter: Roomer                                       |                                                                            |           |        | Heijink, Schalks, Schrijvers 46' ( De Wit), Soetekouw, Van den Dungen, Van Stippent, Senders, Strik, Schmidt Hansen, Van der Kuijlen, Blatter | Swinkels , Van 't Hek, Vercoulen, Lowin, Deenen, Raats, Zwiggelaar 46' ( Burhenne), Derix, Orval, Horsels, Segers |  |
| Stadion: Philips Stadion, Eindhoven Toeschouwers: 3.200 Arbiter: Roomer                                       |                                                                            |           |        | Heijink, Schalks, Schrijvers 46' ( De Wit), Soetekouw, Van den Dungen, Van Stippent, Senders, Strik, Schmidt Hansen, Van der Kuijlen, Blatter | Swinkels , Van 't Hek, Vercoulen, Lowin, Deenen, Raats, Zwiggelaar 46' ( Burhenne), Derix, Orval, Horsels, Segers |  |
| Bijz.: PSV plaatst zich als winnaar van Groep 13 voor de volgende bekerronde. VVV als nummer 3 uitgeschakeld. |                                                                            |           |        | | |  |

## Statistieken
| №           | Naam             | Geboren    | Competitie | Competitie | Play-offs | Play-offs | Beker | Beker |      |      |
| №           | Naam             | Geboren    | Duels      | Goals      | Duels     | Goals     | Duels | Goals |      |      |
| Doel        | Doel             | Doel       | Doel       | Doel       | Doel      | Doel      | Doel  | Doel  | Doel | Doel |
| ----------- | ---------------- | ---------- | ---------- | ---------- | --------- | --------- | ----- | ----- | ---- | ---- |
|             | Piet Kowcz       | 06-11-1948 | 1          | 0          | 0         | 0         | 0     | 0     |      |      |
|             | Piet Schroemges  | 15-07-1939 | 8          | 0          | 0         | 0         | 2     | 0     |      |      |
|             | Frans Swinkels   | 02-11-1931 | 31         | 0          | 2         | 0         | 2     | 0     |      |      |
| Verdediging |                  |            |            |            |           |           |       |       |      |      |
|             | Ger Deenen       | 06-09-1946 | 27         | 0          | 2         | 0         | 3     | 0     |      |      |
|             | Hay Gaal         | 17-01-1947 | 0          | 0          | 0         | 0         | 0     | 0     |      |      |
|             | Jan van 't Hek   | 21-02-1945 | 29         | 0          | 2         | 0         | 2     | 0     |      |      |
|             | Heinz Lowin      | 25-12-1938 | 32         | 0          | 2         | 0         | 1     | 0     |      |      |
|             | Jo Pepels        | 01-09-1943 | 30         | 0          | 2         | 0         | 1     | 0     |      |      |
|             | Leo Raats        | 12-08-1944 | 29         | 1          | 2         | 0         | 3     | 0     |      |      |
|             | Huub Vercoulen   | 22-01-1944 | 22         | 0          | 1         | 0         | 3     | 0     |      |      |
| Middenveld  |                  |            |            |            |           |           |       |       |      |      |
|             | Don Burhenne     | 20-03-1946 | 26         | 5          | 1         | 1         | 3     | 0     |      |      |
|             | Sef Horsels      | 07-02-1944 | 33         | 8          | 2         | 0         | 3     | 0     |      |      |
|             | Huub Keijbets    | 04-05-1940 | 4          | 0          | 0         | 0         | 0     | 0     |      |      |
|             | André Orval      | 04-08-1940 | 28         | 1          | 2         | 0         | 3     | 0     |      |      |
|             | Wiel Rouleaux    | 03-02-1950 | 2          | 0          | 0         | 0         | 0     | 0     |      |      |
|             | Karel Zwiggelaar | 19-02-1948 | 4          | 0          | 0         | 0         | 3     | 0     |      |      |
| Aanval      |                  |            |            |            |           |           |       |       |      |      |
|             | Frans Derix      | 29-09-1942 | 29         | 12         | 2         | 3         | 3     | 1     |      |      |
|             | Ton van Elst     | 02-12-1939 | 31         | 8          | 2         | 0         | 1     | 0     |      |      |
|             | Loek Huibers     | 12-03-1950 | 17         | 4          | 0         | 0         | 2     | 0     |      |      |
|             | Leon Segers      | 12-11-1938 | 9          | 4          | 0         | 0         | 1     | 0     |      |      |
|             | Jean Thans       | 26-09-1942 | 9          | 1          | 0         | 0         | 0     | 0     |      |      |
|             | Mat van Tienen   | 05-08-1944 | 2          | 0          | 0         | 0         | 0     | 0     |      |      |
|             | Jan Verbong      | 27-07-1946 | 19         | 2          | 2         | 2         | 1     | 0     |      |      |

AZ '67 ·
Blauw-Wit ·
Cambuur ·
FC Den Bosch '67 ·
D.F.C. ·
Elinkwijk ·
Eindhoven ·
Haarlem ·
Heracles ·
Holland Sport ·
HVC ·
RBC ·
RCH ·
SVV ·
Velox ·
Vitesse ·
De Volewijckers ·
FC VVV ·
Willem II